# Lucas Valdés

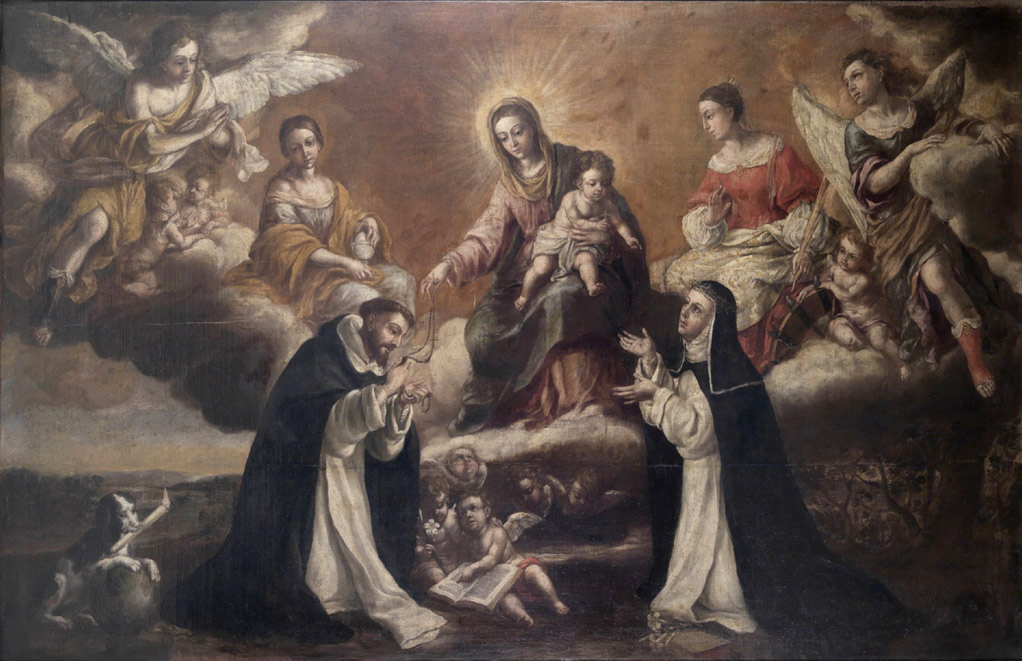
Virgen del Rosario, Santo Domingo y Santa Catalina de Siena, c. 1700. Museo de Bellas Artes de Sevilla.

Lucas Valdés (Sevilla, marzo de 1661-Cádiz, 23 de febrero de 1725) fue un pintor y grabador español del Barroco.

## Biografía

### Inicios

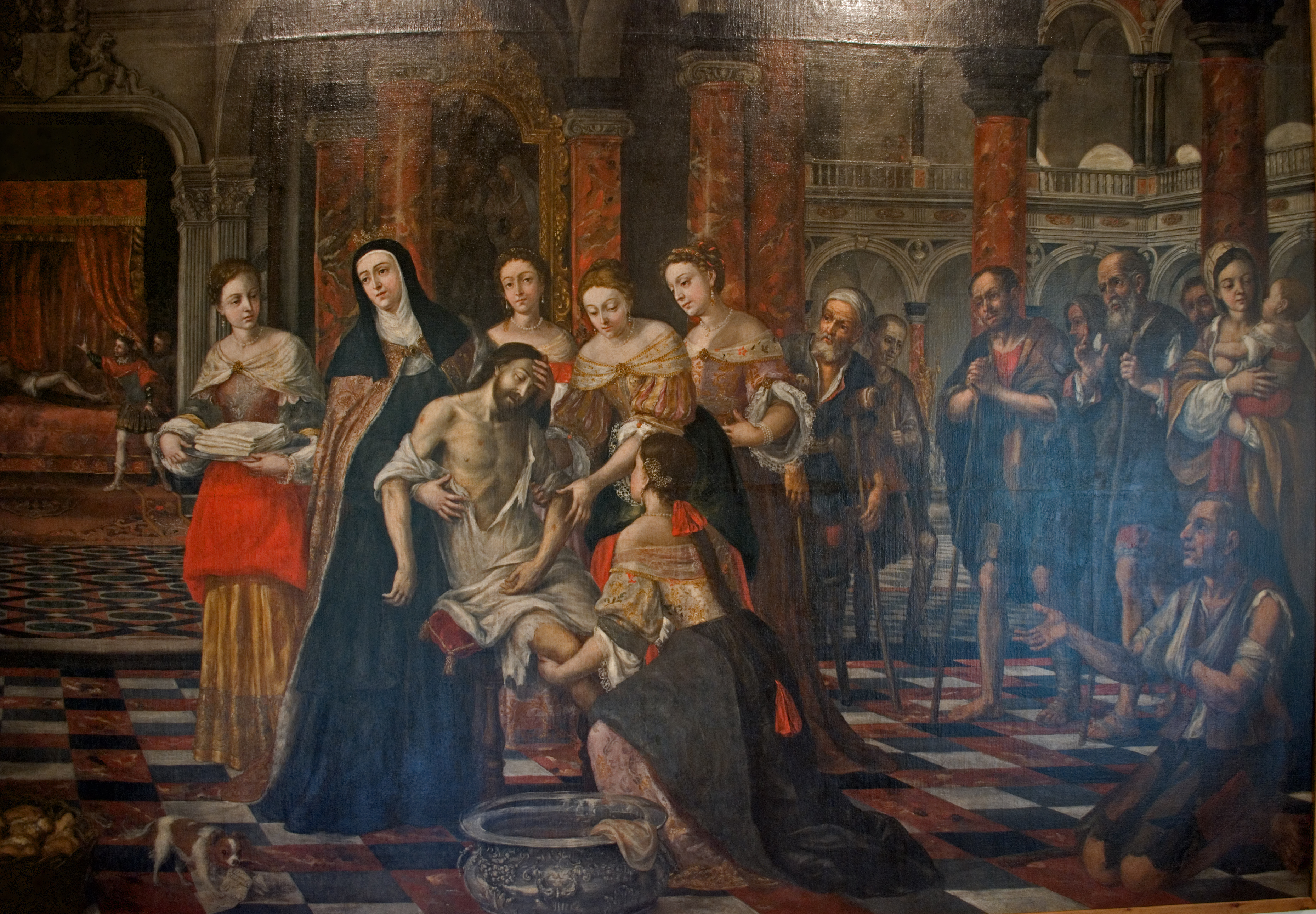
Santa Isabel de Hungría curando a un enfermo, hacia 1715-1719. Museo de Bellas Artes de Sevilla.

Lucas de Valdés, nació en Sevilla en marzo de 1661; tercer hijo de Juan de Valdés Leal, fue bautizado con los nombres de Lucas Gregorio. El nombre Lucas proviene de que su padre era el alcalde de la Hermandad de San Lucas, así como examinador del gremio de pintores en Sevilla.
En total fueron cinco hermanos, todos mujeres salvo él. En el taller paterno, en el que también parece probable que trabajase en labores de policromado su madre, Isabel Martínez de Morales o de Carrasquilla, los hermanos se iniciaron en el arte y aprendieron la técnica de la pintura y el grabado, que al menos dos de ellos practicaron profesionalmente junto con otros aprendices. 
Se sabe que su actividad artística comenzó a muy corta edad, pues su primera obra conocida data de 1671 cuando solo tenía once años; se trata de cuatro grabados para el libro de Fernando de la Torre Farfán, Fiestas de la Santa Iglesia Metropolitana y Patriarcal de Sevilla al nuevo culto del Sr. Rey San Fernando, relación de los festejos y aparato conmemorativo dispuesto en la catedral de Sevilla con motivo de la canonización del rey Fernando III el santo, patrón de la ciudad. En él participó también su hermana mayor, Luisa de Morales, firmante de otras tantas estampas. De los años 1670 a 1690 se conservan pocas obras de las que se tenga certeza de su autoría, pues su trabajo consistió principalmente de colaboración con el padre en diversos encargos, como la decoración pictórica de la Iglesia del Hospital de los Venerables. 
Completó su formación en el Colegio de San Hermenegildo, regentado por la Compañía de Jesús en el que, como en otras instituciones jesuíticas, era común la enseñanza de las matemáticas y disciplinas afines como la geometría y la perspectiva, conocimientos que aplicó en la pintura ilusinista de murales y bóvedas y que le permitieron, al final de su carrera, establecerse como profesor de matemáticas en la Academia de Guardiamarinas de Cádiz.
Se casó en 1682 con la hija del escultor Francisco Dionisio de Ribas, fallecido tres años antes y amigo de la familia.
A medida que la salud de su padre empeoraba como consecuencia de las secuelas de un accidente cerebrovascular, su actividad y protagonismo en los diversos trabajos que realizaba en el taller se incrementaron. Se conserva por ejemplo una curiosa escritura notarial de 1689 en la que Lucas Valdés se compromete a terminar las pinturas del Real monasterio de San Clemente de Sevilla concertadas en 1682 por su padre como pago por la dote de su hija María de la Concepción, que ingresó como monja en el citado convento. Al año siguiente, el 15 de octubre de 1690, falleció Juan Valdés Leal, siendo nombrado Lucas Valdés junto con su madre, albacea del testamento.

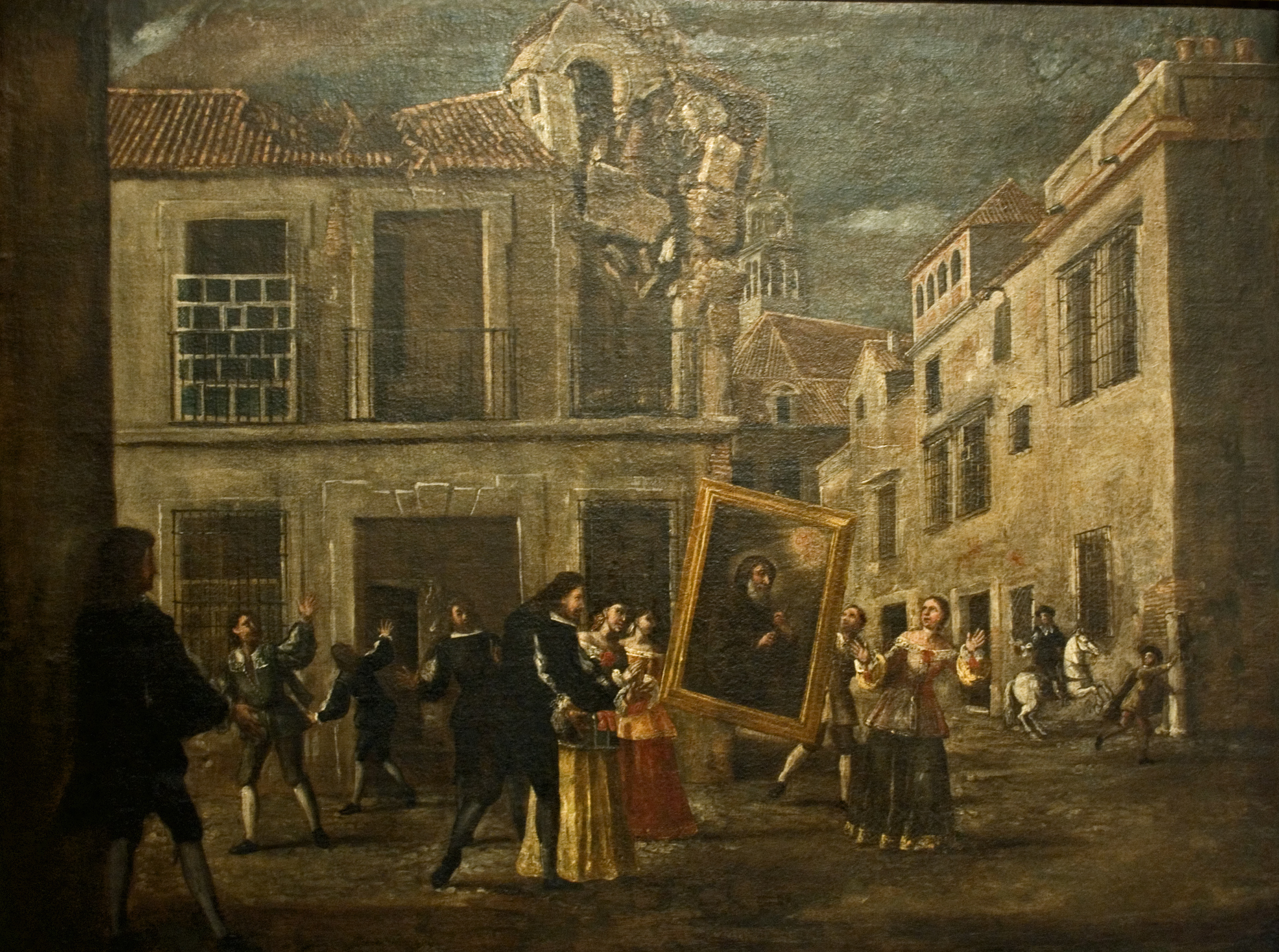
Terremoto detenido por la intervención de la imagen de San Francisco de Paula (c. 1710). Museo de Bellas Artes de Sevilla.

### Madurez
A partir de 1690 comenzó a desarrollar su propio estilo en el que se encuentran influencias de Murillo entre otros; sus obras se multiplican, abarcando no solo la pintura mural, sino también el grabado, lienzos, tablas, retratos, dibujos y bocetos.
Completó la decoración mural de la Iglesia del Hospital de los Venerables Sacerdotes y de la iglesia del Real Monasterio de San Clemente, los dos en Sevilla, y entre 1709 y 1715 desarrolló una de las obras más importantes de su carrera, la decoración mural de la iglesia del convento de San Pablo el Real, actual iglesia de Santa María Magdalena , trabajo en el que debido a sus grandes dimensiones precisó la ayuda de diversos colaboradores. 
A partir de 1715 realizó una de sus últimas obras de envergadura, la decoración de la cúpula de la iglesia de San Luis de los Franceses perteneciente a la orden jesuita.
En 1719 se trasladó a Cádiz para desempeñar el trabajo de profesor de matemáticas en la Academia de Guardiamarinas; a partir de este momento su producción artística disminuyó considerablemente. Falleció en esa ciudad el 23 de febrero de 1725.

## Catálogo de obras

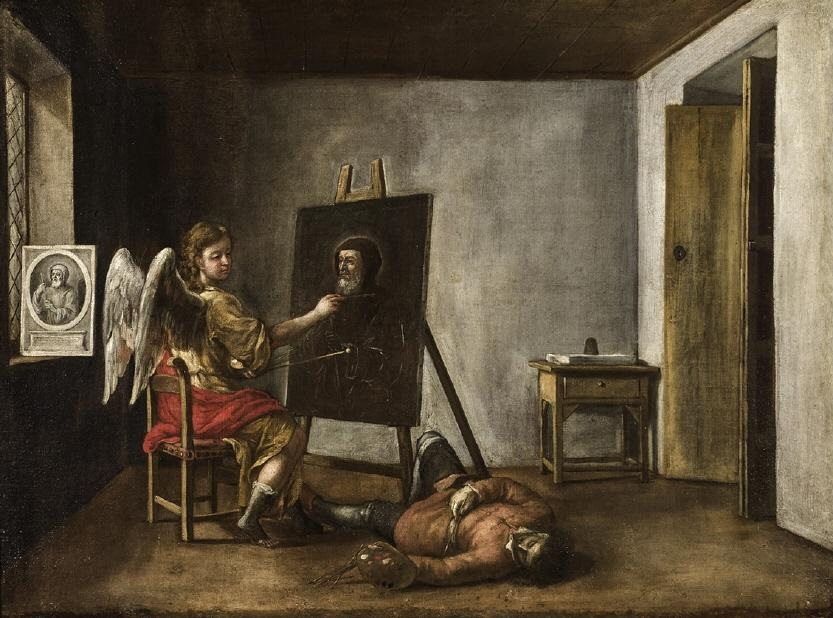
Retrato milagroso de San Francisco de Paula. Museo de Bellas Artes de Sevilla.

### Murales

#### Conservadas
- Hospital de los Venerables (Sevilla). Realizadas entre 1686 y 1700.
- Real Monasterio de San Clemente (Sevilla). Realizadas a partir de 1689.
- Iglesia de Santa María Magdalena (Sevilla). Desde 1709 a 1715. Podemos destacar los siguientes frescos:

- El Triunfo de la Fe

Este fresco se encuentra en la bóveda del presbiterio, representa el triunfo de la Fe sobre la herejía en los cuatro continentes gracias a la intervención de los frailes dominicos. La figura central representa a la Fe, a ambos lados se encuentran los arcángeles San Miguel y San Rafael rodeados por ángeles y músicos que tocan desde dos balcones laterales. Debajo de este conjunto entre nubes se encuentran los dos principales santos de la orden Dominica, Santo Domingo de Guzmán con una espada en llamas en su mano derecha y Santo Tomas de Aquino con una palma en la mano derecha y un pliego de papel abierto en la izquierda. Ambos triunfan sobre la herejía y la abominación que se precipitan hacia el abismo. En las esquinas cuatro medallones representan los cuatro continentes.
- La entrada triunfal de San Fernando en Sevilla entre las alegorías de la fortaleza y de Sevilla liberada

Se encuentra en lado derecho del crucero. Se representa la entrada de este rey en la ciudad acompañado por la Virgen de los Reyes y un gran séquito eclesiástico entre el que se encuentra Santo Domingo de Guzmán y San Pedro Nolasco. Desde arriba contemplan el acto San Isidoro y San Clemente.
- Auto de Fe en tiempos de San Fernando

Se representa un Auto de Fe en el que aparecen frailes dominicos y el mismo San Fernando que transporta leña para la hoguera. Según la leyenda este fue un acontecimiento real que se celebró en Sevilla el 28 de octubre de 1703 en el que se ejecutó entre otros a un personaje llamado Diego López Duro, vecino de Osuna (Sevilla), por practicar la religión judía. Se encuentra situado en el lado izquierdo del crucero.

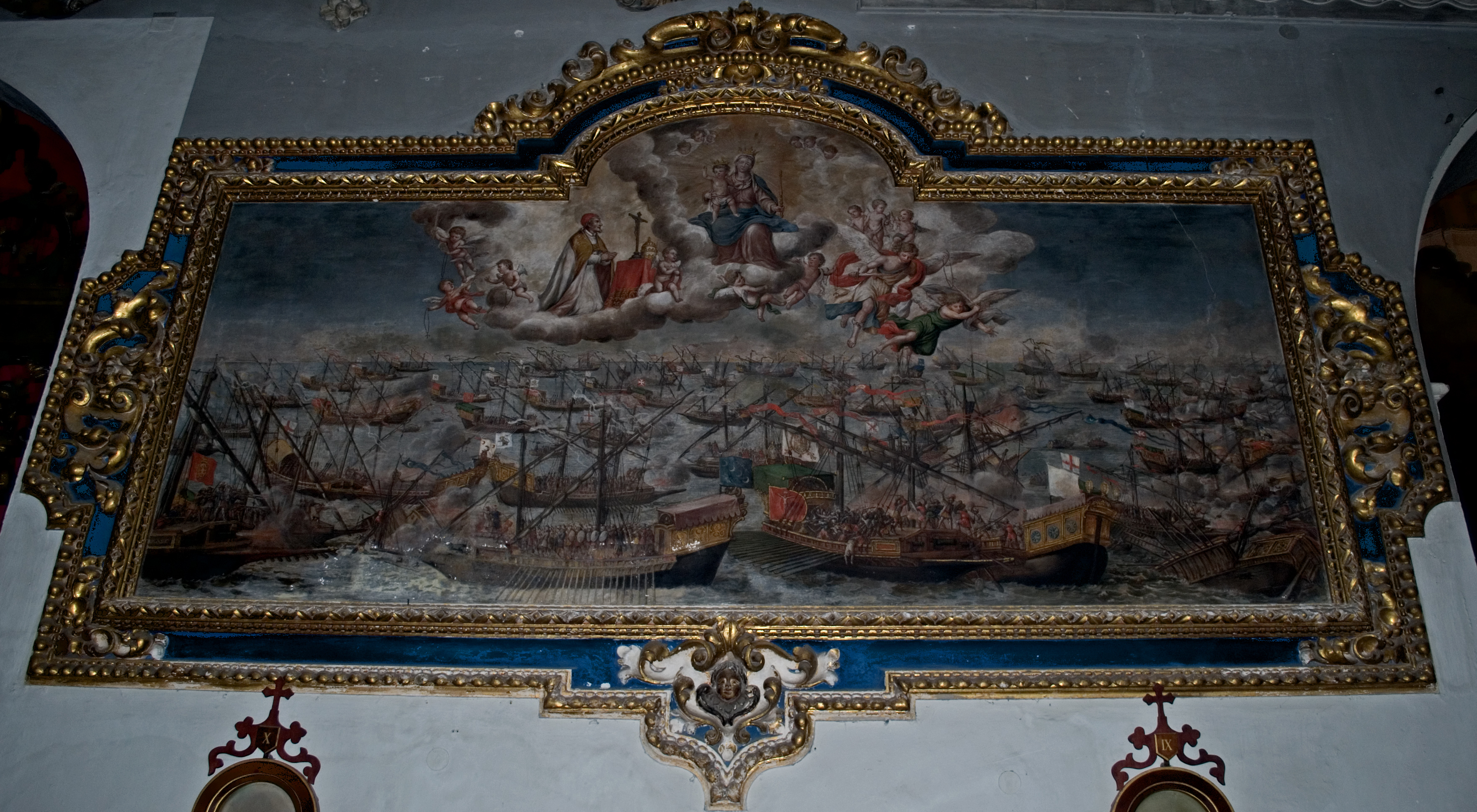
La Virgen del Rosario protegiendo las naves españolas en la Batalla de Lepanto en la Iglesia de la Magdalena de Sevilla.

- La Virgen del Rosario protegiendo las naves española en la Batalla de Lepanto

En este fresco enmarcado por yeserías doradas se conmemora la batalla de Lepanto. Sobre una nube podemos ver a la Virgen del Rosario que según la tradición intercedió el 7 de octubre de 1571 para que las tropas cristianas lograran la victoria tras la oración del Papa Pío V. Los frailes dominicos antiguos propietarios de la iglesia tienen una devoción especial al Santo Rosario.
- Iglesia de San Luis de los Franceses (Sevilla). Entre 1715 y 1719.

#### Desaparecidas
- Decoración del claustro del Convento de los Trinitarios Descalzos (Sevilla).
- Pinturas del claustro del Convento Casa Grande de San Francisco (Sevilla).
- Capilla de San Laureano de la Catedral de Sevilla.

### Lienzos y tablas
| Título                                                                                    | Fecha                | Ubicación                                             |
| ----------------------------------------------------------------------------------------- | -------------------- | ----------------------------------------------------- |
| La exaltación de la Cruz                                                                  | Después de 1685-1690 | Colección particular (Vitoria)                        |
| La apoteosis de San Fernando                                                              | Hacia 1686-1689      | Iglesia del Hospital de los Venerables (Sevilla)      |
| San Fernando ante la Virgen de la Antigua                                                 | Hacia 1686-1689      | Iglesia del Hospital de los Venerables (Sevilla)      |
| San Fernando entregando la mezquita mayor de Sevilla al Infante Arzobispo don Felipe      | Hacia 1686-1689      | Iglesia del Hospital de los Venerables (Sevilla)      |
| Sansón y el león                                                                          | Hacia 1686-1689      | Colección particular (Madrid)                         |
| Abraham y Melquisedec                                                                     | Hacia 1686-1689      | Colección particular (Madrid)                         |
| Llegada de sacerdotes peregrinos al Hospital de los Venerables                            | Hacia 1690           | Hospital de los Venerables (Sevilla)                  |
| Asistencia a los sacerdotes en la enfermería del Hospital de los Venerables               | Hacia 1690           | Hospital de los Venerables (Sevilla)                  |
| Santa Gertrudis la Magna                                                                  | Hacia 1690-1695      | Iglesia del Real Monasterio de San Clemente (Sevilla) |
| El pintor Apeles y Alejandro Magno                                                        | 1693                 | Particular (Madrid)                                   |
| Bautismo de Cristo                                                                        | Hacia 1690-1700      | Iglesia del Hospital de los Venerables (Sevilla)      |
| El Niño Jesús entre los doctores                                                          | Hacia 1690-1700      | Iglesia del Hospital de los Venerables                |
| Cristo bautizando a la Magdalena                                                          | Hacia 1690-1700      | Iglesia del Hospital de los Venerables                |
| La curación del paralítico                                                                | Hacia 1690-1700      | Iglesia del Hospital de los Venerables                |
| Presentación de Cristo en el Templo                                                       | Hacia 1695-1700      | Hospital de los Venerables                            |
| Inmaculada Concepción (pintada sobre mármol)                                              | Hacia 1695-1700      | Iglesia del Hospital de los Venerables                |
| Santa Inés                                                                                | Hacia 1695-1700      | Iglesia del Hospital de los Venerables                |
| San Esteban                                                                               | Hacia 1695-1700      | Iglesia del Hospital de los Venerables                |
| San Vicente                                                                               | Hacia 1695-1700      | Iglesia del Hospital de los Venerables                |
| San Agustín                                                                               | Hacia 1695-1700      | Iglesia del Hospital de los Venerables                |
| San Ambrosio                                                                              | Hacia 1695-1700      | Iglesia del Hospital de los Venerables                |
| San Gregorio Magno                                                                        | Hacia 1695-1700      | Iglesia del Hospital de los Venerables                |
| San Joaquín                                                                               | Hacia 1695-1700      | Iglesia del Hospital de los Venerables                |
| San Lorenzo                                                                               | Hacia 1695-1700      | Iglesia del Hospital de los Venerables                |
| San Nicolás                                                                               | Hacia 1695-1700      | Iglesia del Hospital de los Venerables                |
| San Pablo                                                                                 | Hacia 1695-1700      | Iglesia del Hospital de los Venerables                |
| Santa Mártir                                                                              | Hacia 1695-1700      | Iglesia del Hospital de los Venerables                |
| Santo Obispo                                                                              | Hacia 1695-1700      | Iglesia del Hospital de los Venerables                |
| Cristo y la Virgen entregando los atributos a San Nicolás obispo de Bari                  | Hacia 1690-1700      | Iglesia del Hospital de la Sangre                     |
| Virgen de los Reyes                                                                       | Hacia 1695-1700      | Iglesia de San Sebastián. Marchena                    |
| Retrato del Almirante don Pedro Corbert                                                   | 1699                 | Hospital de los Venerables                            |
| La última cena                                                                            | Hacia 1700           | Iglesia del Hospital de los Venerables                |
| La Asunción de la Virgen                                                                  | Hacia 1700           | Hospital del Pozo Santo (Sevilla)                     |
| Milagro de la caldera en el convento de Paula                                             | Hacia 1700           | Museo de Bellas Artes (Sevilla)                       |
| Fuente milagrosa en el convento de Paula                                                  | Hacia 1700           | Museo de Bellas Artes                                 |
| Resurrección de niños en el convento de Paula                                             | Hacia 1700           | Museo de Bellas Artes                                 |
| División milagrosa del moral en el convento de Paterno                                    | Hacia 1700           | Museo de Bellas Artes                                 |
| Milagro de la conducción e las aguas con el báculo                                        | Hacia 1700           | Museo de Bellas Artes                                 |
| Milagro de la navegación por el estrecho de Mesina                                        | Hacia 1700           | Museo de Bellas Artes                                 |
| Milagro de las culebras en el convento de Turón                                           | Hacia 1700           | Museo de Bellas Artes                                 |
| San Francisco de Paula lava los pies a los frailes de Turón antes de morir                | Hacia 1700           | Museo de Bellas Artes                                 |
| Curación milagrosa del padre Fray Diego de la Mota                                        | Hacia 1700           | Museo de Bellas Artes                                 |
| Quema del cuerpo de San Francisco de Paula por los hugonotes                              | Hacia 1700           | Museo de Bellas Artes                                 |
| Retrato milagroso de San Francisco de Paula                                               | Hacia 1700           | Museo de Bellas Artes                                 |
| Terremoto detenido por la intervención de la imagen de San Francisco de Paula             | Hacia 1700           | Museo de Bellas Artes                                 |
| La coronación de la Virgen                                                                | Hacia 1700           | Convento de Santa Paula (Sevilla)                     |
| La coronación de la Virgen                                                                | Hacia 1700           | Hospital de la Santa Caridad (Sevilla)                |
| Alegoría eucarística                                                                      | Hacia 1700           | Iglesia de San Pedro (Sevilla)                        |
| Imposición del palio a San Isidoro                                                        | Hacia 1705-1710      | Catedral de Sevilla                                   |
| Sansón derrota a los filisteos                                                            | Hacia 1705-1710      | Colección particular (Barcelona)                      |
| Dalila entrega a Sansón a los filisteos                                                   | Hacia 1705-1710      | Colección particular (Barcelona)                      |
| David danzando ante el Arca de la Alianza                                                 | Hacia 1706           | Iglesia de San Isidoro (Sevilla)                      |
| David y Achimelec                                                                         | Hacia 1706           | Iglesia de San Isidoro                                |
| Alegoría del Triunfo de la Eucaristía                                                     | Hacia 1706           | Iglesia de San Isidoro                                |
| San Miguel Arcángel                                                                       | Hacia 1710           | Colección particular (Sevilla)                        |
| Virgen del Rosario                                                                        | Hacia 1710           | Casa museo de El Greco (Toledo)                       |
| David y el traslado del Arca de la Alianza                                                | Hacia 1710-1715      | Iglesia de la Magdalena (Sevilla)                     |
| La reconstrucción del templo de Jerusalén                                                 | Hacia 1710-1715      | Iglesia de la Magdalena                               |
| La recogida del maná                                                                      | Hacia 1710-1719      | Iglesia de San Juan de la Palma (Sevilla)             |
| Altar de plata del Corpus de la Catedral de Sevilla                                       | Hacia 1710-1719      | Catedral de Sevilla                                   |
| Representación de los sepulcros de los Rivera en la Cartuja de Sanata María de las Cuevas | 1714                 | Junta de Andalucía                                    |
| Alegoría de los dos caminos de la vida                                                    | Hacia 1715-1719      | Colección Particular (Sevilla)                        |
| Alegoría de la Institución de la Orden Tercera de San Francisco                           | Hacia 1715-1719      | Museo de Bellas Artes (Sevilla)                       |
| Santa Isabel de Hungría curando a un enfermo                                              | Hacia 1715-1719      | Museo de Bellas Artes                                 |
| Imposición por Santo Domingo del hábito de la Orden a San Jacinto de Polonia              | Hacia 1720           | Museo de Bellas Artes (Cádiz)                         |

### Dibujos
| Título                                              | Fecha           | Ubicación                                              |
| --------------------------------------------------- | --------------- | ------------------------------------------------------ |
| Visión del nacimiento de dos santos gemelos         | Hacia 1690      | Museo del Louvre. Cabinet des Dessins (París)          |
| La celebración de una misa                          | Hacia 1690      | Museo del Louvre. Cabinet des Dessins (París)          |
| Apoteosis de San Vicente Ferres                     | Hacia 1690      | Museo del Louvre. Cabinet des Dessins (París)          |
| Monumento de Semana Santa de la Catedral de Sevilla | 1695            | Catedral de Sevilla. Archivo                           |
| David danzando ante el Arca de la Alianza           | Hacia 1700-1710 | Museo de Bellas Artes (Córdoba)                        |
| David tocando el arpa ante Saúl                     | Hacia 1700-1710 | Museo de Bellas Artes (Córdoba)                        |
| Moisés y el paso del Mar Rojo                       | Hacia 1700-1710 | Museo de Bellas Artes (Córdoba)                        |
| Mujeres danzando                                    | Hacia 1700-1710 | Museo de Bellas Artes (Córdoba)                        |
| Victoria de Josué contra los amalacitas             | Hacia 1710-1715 | Museo de Bellas Artes (Córdoba)                        |
| Quince personajes bíblicos e históricos (serie)     |                 | Courtauld Institute of Art (Londres)                   |
| El Arca de la Alianza                               |                 | Real Academia de Bellas Artes de San Fernando (Madrid) |
| Ecce Homo                                           | 1715            | Biblioteca Nacional de España (Madrid)                 |